# 吉特曼氏綜合症
吉特曼氏綜合症（英語：Gitelman syndrome），又稱吉特曼症候群
，是一種常染色體隱性腎臟疾病，其特點是低尿鈣（hypocalciuria）、及低鎂（hypomagnesemia）之低鉀代謝性鹼中毒（Metabolic alkalosis）。它是由位在遠曲小管（distal convoluted tubule）的噻嗪類（thiazide）相關鈉氯同向轉運體（sodium-chloride symporter、亦稱為NCC、 NCCT、或TSC）的失活突變（inactivating mutation）所造成的功能喪失。
吉特曼氏綜合症以前被認為包括在巴特氏症候群裡，直到對這些疾病的不同的基因及分子基礎進行過鑑定。巴特氏症候群也是一種常染色體隱性低鉀代謝性鹼中毒，但它被發現在亨利氏環（loop of Henle）升序肢體（Ascending limb of loop of Henle）裡從一個突變派生到NKCC2。

## 病因
吉特曼氏綜合症鏈接到SLC12A3基因"失活的突變"造成編碼的敏感噻嗪類（Thiazide）鈉氯同向轉運體（NCCT）的功能喪失。

## 描述
吉特曼氏綜合症病患所出現的症狀相同於服用噻嗪類利尿劑的病患所出現的症狀。
本病的臨床症狀是低氯血性（hypochloremia）代謝性鹼中毒（metabolic alkalosis）、低鉀血症，及低鈣尿症（hypocalciuria）。

## 命名
它以一位美國醫生希勒爾·J.·吉特曼（Hillel J. Gitelman、1932-2015）而命名。

## 外部連結
- The Bartter Site （页面存档备份，存于）